# إتش سبنسر ماثيوز
إتش سبنسر ماثيوز (بالإنجليزية: H. Spencer Matthews)‏ هو ضابط أمريكي، ولد في 5 مايو 1921، وتوفي في 24 سبتمبر 2002.